# Czad na Letnich Igrzyskach Olimpijskich 2012
Czad na Letnich Igrzyskach Olimpijskich 2012, które odbyły się w Londynie, reprezentowało 2 zawodniczki.
Był to jedenasty start reprezentacji Czadu na letnich igrzyskach olimpijskich.

## Reprezentanci

### Judo
| Zawodnik           | Konkurencja | 1/16                     | 1/8              | Ćwierćfinał      | Półfinał         | Repasaż 1        | Repasaż 2        | Finał            | Finał   |
| Zawodnik           | Konkurencja | Przeciwnik Wynik         | Przeciwnik Wynik | Przeciwnik Wynik | Przeciwnik Wynik | Przeciwnik Wynik | Przeciwnik Wynik | Przeciwnik Wynik | Miejsce |
| ------------------ | ----------- | ------------------------ | ---------------- | ---------------- | ---------------- | ---------------- | ---------------- | ---------------- | ------- |
| Carina Ngarlemdana | - 70 kg     | Sally Conway P 0002-0010 | NQ               | NQ               | NQ               | NQ               | NQ               | NQ               | NQ      |

### Lekkoatletyka
Kobiety
| Zawodnik           | Konkurencja | Eliminacje | Eliminacje | Ćwierćfinał | Ćwierćfinał | Półfinał | Półfinał | Finał | Finał   |
| Zawodnik           | Konkurencja | Wynik      | Miejsce    | Wynik       | Miejsce     | Wynik    | Miejsce  | Wynik | Miejsce |
| ------------------ | ----------- | ---------- | ---------- | ----------- | ----------- | -------- | -------- | ----- | ------- |
| Hinikissia Ndikert | 200 m       | 26,06      | 51.        | —           | —           | NQ       | NQ       | NQ    | NQ      |